# Personificaties in het Romeinse Rijk

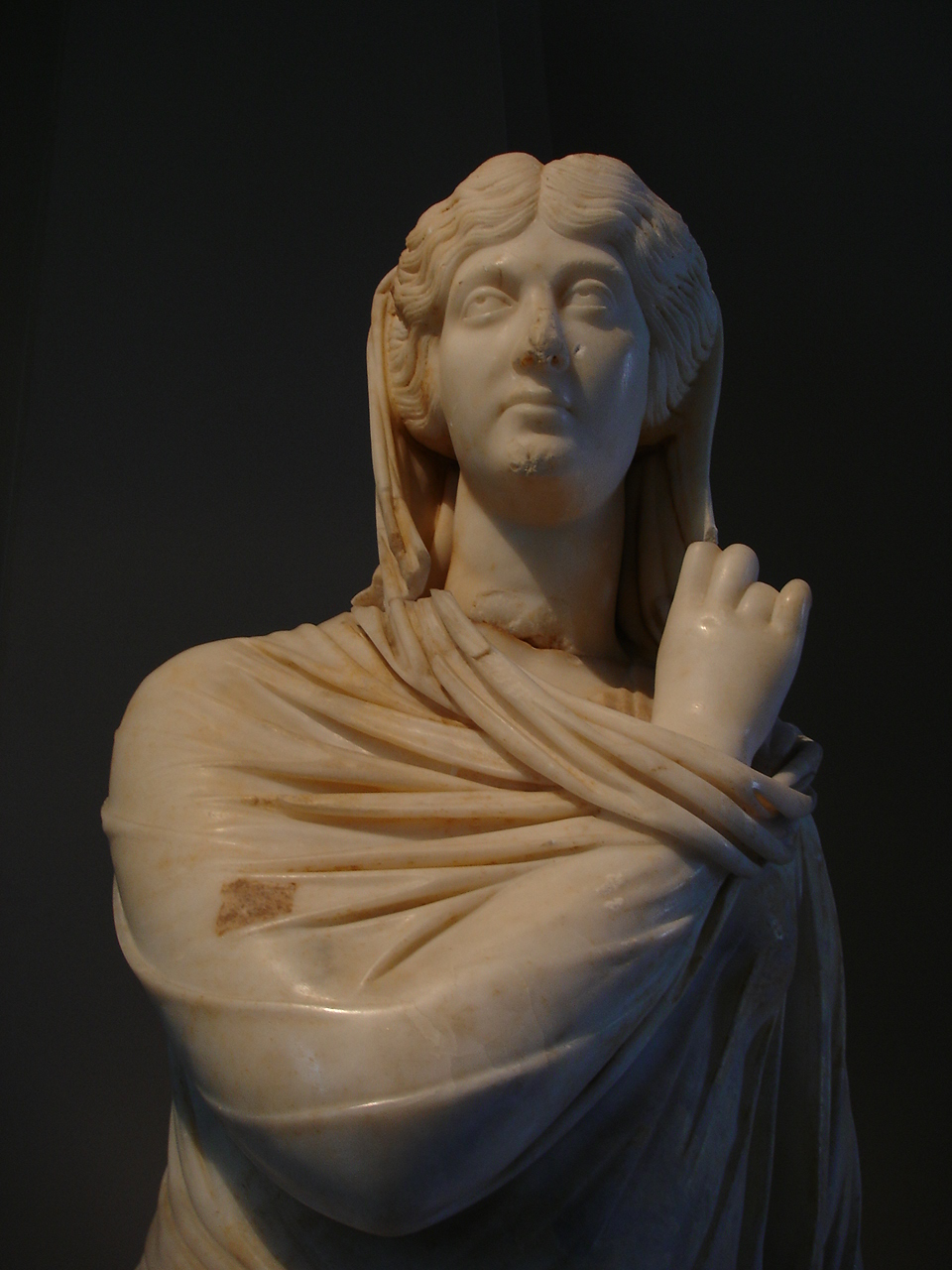
Pudicitia (2e eeuw). Pudicitia is een personificatie van de kuisheid

In het Romeinse Rijk waren er enkele personificaties. Een personificatie is een bepaald begrip dat als persoon wordt voorgesteld. Die bepaalde begrippen probeerden de Romeinen te bereiken. Bijvoorbeeld het begrip ‘dapperheid’ werd gepersonifieerd als Virtus (de personificatie van moed en dapperheid). De personificatie werd vervolgens vereerd.
In het Romeinse rijk had je zowel vrouwelijke als mannelijke personificaties. Hieronder enkele daarvan. Het was wel moeilijk om goden van personificaties te onderscheiden.

## Enkele vrouwelijke personificaties
- Clementia: personificatie van genade en zachtzinnigheid
- Concordia: personificatie van eendracht
- Pudicitia: personificatie van bescheidenheid en kuisheid
- Salus : personificatie van gezondheid, veiligheid en voorspoed
- Securitas : personificatie van veiligheid
- Spes: personificatie van hoop

## Enkele mannelijke personificaties
- Bonus Eventus : personificatie van rijkdom en succes
- Genius : personificatie van talent en karakter
- Honos: personificatie van de eer
- Virtus: personificatie van moed